# الراجحي للتأمين التعاوني
الراجحي للتأمين التعاوني والمعروفة أختصاراً بـتكافل الراجحي، هي شركة مساهمة سعودية، أسست في 01 يوليو 2008. برأس مال يبلغ مئتان مليون ريال سعودي. ومدرجة في السوق المالية السعودية (تداول) في 17 يوليو عام 2009م، وتعمل في مجال التأمين.

## نشاط الشركة
يتمثل نشاط شركة الراجحي للتأمين التعاوني «تكافل الراجحي» في تقديم كافة أنواع خدمات التأمين بما في ذلك تأمين المركبات والممتلكات والمطلوبات والشحن البحري والطيران، والتأمين الطبي والتأمين على الحياة.

## الملكية
- شركه الراجحي المصرفيه للاستثمار (22.50 %)
- شركة الراجحى للتأمين المحدودة (22.50 %)
- شركة عمان للتأمين للتأمين (10.00 %)
- آخرون (45.00 %)

## استثمارات أخرى
تملك حصة في شركة نجم لخدمات التأمين تساوي (7.69 %)

## مراحل التأمين التكافلي
- المرحلة الأولى: مرحلة التأمين التكافلي البسيط، وهي عبارة عن تعاون مجموعة من الأشخاص ممن يتعرّضون لنوع معيّن من المخاطر على تغطية الخسارة أو الضرر الذي قد يصيب بعضهم، وذلك عن طريق اشتراكهم بمبالغ نقدية لتغطية الأضرار التي قد تصيب أياًّ منهم عند حدوث الخطر المؤمَّن منه.[5]
- المرحلة الثانية: مرحلة التأمين التكافلي المركّب أو المطوّر، وهو الذي تدير عمليات التأمين فيه شركات متخصصة مقابل أجرة معلومة نظراً لازدياد أعداد المشتركين وتنوّع الأخطار المؤمَّن منها.[5]

## التوافق الشرعي
تتكوّن الإدارة الشرعية من جهاز فني وإداري متفرغ يساند الهيئة الشرعية في تحقيق أهدافها وأداء أعمالها، وله صلاحية الاطلاع الكامل دون قيود على جميع السجلات والمعاملات والعقود والاتفاقيات والمعلومات، والرجوع للمستشارين المهنيين وموظفي الشركة ذوي الصلة.

### يتفرع عن الإدارة الشَّرعية الإدارتين الآتيتين:[6]
- أمانة الهيئة الشّرعية.

- الرقابة الشّرعية.

## مهامّ واختصاصات أمانة الهيئة الشّرعية
تتولى الأمانة مساندة الهيئة في أداء الصلاحيات والقيام بالمهمات المنوطة بها، وفقاً لما ترسمه الهيئة من سياسات وإجراءات، ومن أبرز تلك الأعمال ما يأتي:
1. التحضير والإعداد للموضوعات التي تُعرَض على الهيئة واستيفاء متطلبات ذلك من معلومات ودراسات وغيرها.
2. دراسة منتجات التّكافل والعقود والاتفاقيات المتعلقة بأعمال الشّركة وأنشطتها وعرضها على الهيئة الشّرعية.
3. الإسهام في تطوير الصيغ والعقود وابتكار المنتجات في ضوء أحكام الشريعة الإسلامية.
4. إعداد محاضر اجتماعات الهيئة، ومشروعات قراراتها، وحفظ المستندات ذات العلاقة.
5. لأمانة الهيئة الشرعية الحق في الحصول على جميع المعلومات التي تساهم في أداء أعمالها المنوطة بها.
6. التواصل مع موظفي الشركة وعملائها, وتلقّي ملحوظاتهم واستفساراتهم المُتعلِّقة بالجانب الشّرعي، وتوضيح رأي الهيئة الشّرعية فيها - إن وجد، وإلا فتحال للعرض على الهيئة الشّرعية.
7. بثّ الوعي بفقه التّأمين التكافلي في الإدارات التّنفيذية بالشّركة، والتدريب الشرعي للموظفين، والمشاركة في نشر الوعي بالتأمين التكافلي.
8. التواصل مع الجهات الشرعية ذات العلاقة في المؤسسات المالية وغيرها كالهيئات الشرعية والمجامع الفقهية والمراكز والمؤسسات العلمية.

## مهام واختصاصات الرّقابة الشّرعية
تتمثل أبرز المهام المنوطة بها في الآتي:
1. التّأكد من التزام الشركة بسياستها الشرعية وتفعيل قرارات الهيئة الشرعية وسلامة تنفيذها على الوجه المطلوب.
2. التّحقّق من أنّ العمل بالشّركة يجري وفقاً للعقود والاتفاقيات والوثائق والنّماذج المجازة من الهيئة الشرعية.
3. التّأكد من التزام الإدارات التّنفيذية بالشّركة من عرض جميع المعاملات على الهيئة الشّرعية.
4. القيام بزيارات رقابية ميدانية بصفة دورية لإدارات الشركة وفروعها.
5. رفع تقارير دورية للهيئة الشرعية – عن كل فترة رقابية – تتضمّن نتائج الرقابية الميدانية للأنشطة والعمليات، ورصد الملحوظات الشرعية القائمة خلال الفترة-إن وجدت.
6. المشاركة في اجتماعات الهيئة الشّرعية – إن احتاج الأمر.
7. لإدارة الرقابة الشرعية حقّ الاطلاع الكامل دون قيود على جميع السجلات والمعاملات والعقود والاتفاقيات والمعلومات، والرجوع للمستشارين المهنيين وموظفي الشركة ذوي الصلة.